# Mercado de Barceló
El Mercado de Barceló o Mercado Municipal de Barceló fue un mercado de abastos situado en el n.º 6 de la calle de Barceló de Madrid (España). Tomaba el nombre de la calle en honor al marino nacido en Mallorca en el año 1717 Antonio Barceló. Entre 2009 y 2014 y con un coste de 64 millones de euros se realizaron las obras para finalmente ser sustituido por el Centro Polivalente Barceló.

## Historia
En agosto de 1954 comenzaron las obras y fue inaugurado el 30 de junio de 1956. Con la creación de este mercado desaparecieron los puesto de la Corredera.
El primer supermercado en España se instala en este viejo mercado de abastos. Fue una experiencia piloto que se realiza en el viejo mercado en octubre de 1937 en plena defensa de Madrid. Al amparo de la Nueva Ordenanza de Mercados se crea una asociación de vendedores que se encarga de parte del Mercado.

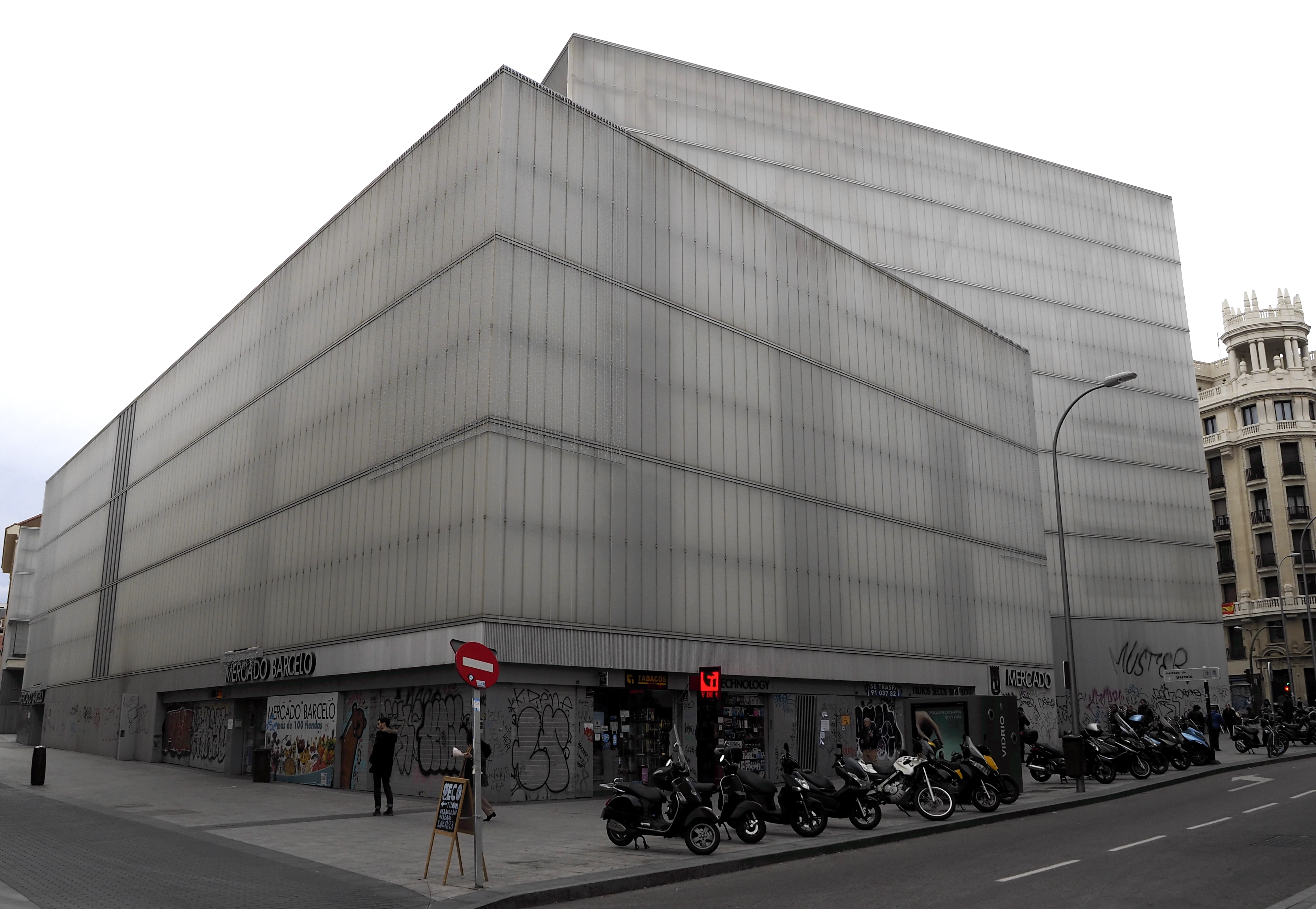
Centro Polivalente Barceló.

En 2009 se inicia la 'remodelación' del viejo mercado, según el proyecto ganador del concurso de ideas convocado por el Ayuntamiento de Madrid, de los arquitectos Enrique Sobejano y Fuensanta Nieto. En 2014 reabre el nuevo Centro Polivalente Barceló que consta de un polideportivo, una biblioteca pública y un mercado.